# Henryka Łazowertówna
Henryka Łazowertówna, nota anche con lo pseudonimo di Henryka o H. Łaz. (Varsavia, 19 giugno 1909 – Treblinka, agosto 1942), è stata una poetessa e scrittrice polacca, morta a 33 anni nel campo di concentramento di Treblinka e considerata una delle eminenti autrici polacche di origine ebraica.
È conosciuta come l'autrice del poema "Mały szmugler" (Il piccolo contrabbandiere), scritto nel ghetto di Varsavia nel 1941 e pubblicata per la prima volta postuma nel 1947. La poesia tratta l'argomento di un bambino che lotta da solo per mantenere in vita la sua famiglia nel ghetto contrabbandando provviste dalla parte "ariana" a rischio della propria vita. Una poesia inizia con la strofa conosciuta anche da una traduzione adattata fornita da Richard C. Lukas. Si legge così:

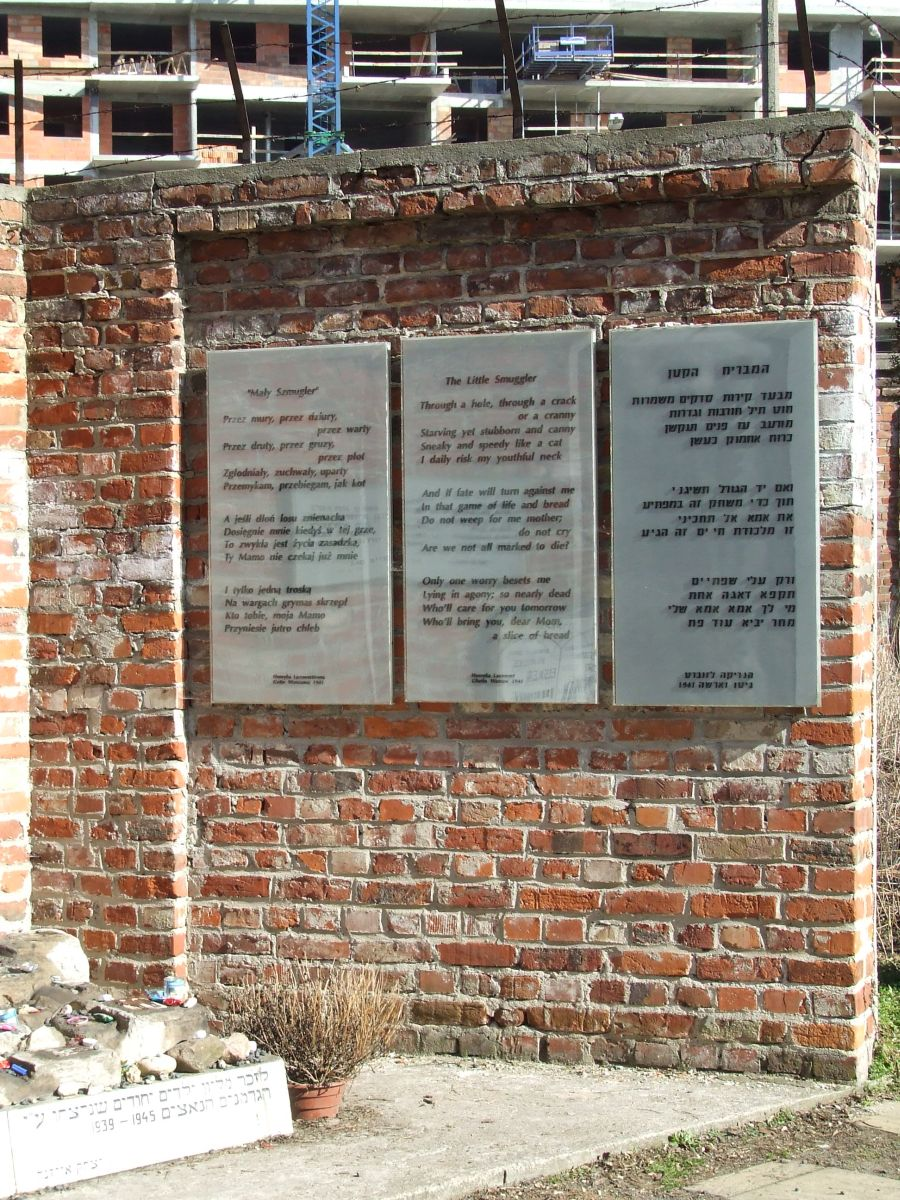
La poesia di Łazowwertówna "Il piccolo contrabbandiere" sul memoriale dei bambini vittime dell'Olocausto al cimitero ebraico di Varsavia

Przez druty, przez gruzy, przez płot
Zglodniały, zuchwały, uparty
Przemykam, przebiegam jak kot.»
Soldati del passato a guardia del Muro,
Affamato ma ancora provocatorio,
Li sorpasso dolcemente.»
Il testo originale del poema, insieme alle traduzioni in inglese e in ebraico, è oggi inciso sul Memoriale ai bambini vittime dell'Olocausto (Pomnik Pamięci Dzieci a Varsavia), che funge da epitaffio per il milione di bambini assassinati nell'Olocausto.

## Biografia
Henryka Łazowertówna era la figlia di Maksymilian Łazowert e di sua moglie Bluma. Sua madre era un'insegnante. Łazowertówna studiò filologia polacca e romanza all'Università di Varsavia, e successivamente letteratura francese all'Università di Grenoble grazie a una borsa di studio finanziata dal governo polacco tra le due guerre.
Membro molto attivo della sezione di Varsavia dell'Unione degli scrittori polacchi, partecipò agli eventi organizzati dall'istituzione, come ad esempio la conferenza commemorativa del decimo anniversario della morte dello scrittore Stefan Żeromski nel dicembre 1935, un evento durante il quale lesse le sue opere insieme a poeti famosi come Czesław Miłosz, Juljan Tuwim e Kazimierz Wierzyński.  Tra le riviste letterarie dell'epoca Łazowertówna collaborò principalmente con le riviste letterarie "Droga" e "Pion". Era vista poeticamente vicina al circolo Skamandro, pubblicando nella sua breve vita due raccolte di poesie, Zamknięty pokój ("Una stanza chiusa"), in cui la stanza chiusa del poema è dichiaratamente una metafora della persona stessa della poetessa, e Imiona świata ("I nomi con cui il mondo è conosciuto"), il cui poema programmatico soddisfa la promessa della poetessa della raccolta precedente di far risuonare una voce unicamente sua tra le poetesse del periodo tra le due guerre. Zamknięty pokój ("Una stanza chiusa") era - nelle parole dello scrittore e critico letterario  Karol Wiktor Zawodziński (1890-1949) – una manifestazione di un talento poetico particolarmente sottile e di un'intelligenza straordinaria, entrambe che lottano per liberarsi dal circolo magico del soggettivismo e sul fermento aspro e duro del mondo (zamęt życia).
Politicamente Henryka Łazowertówna era nota per le sue simpatie di sinistra, un punto su cui differiva - secondo Józef Łobodowski - da un'altra famosa poetessa della sua generazione, Zuzanna Ginczanka. Tuttavia, il suo essere di sinistra era una condizione della sua sensibilità all'ingiustizia sociale e del suo rifiuto morale di tutte le forme di oppressione piuttosto che un risultato di un'ideologia politica. Contrariamente a Lucjan Szenwald, suo contemporaneo, rimase fondamentalmente una poetessa lirica fino alla fine.
Inoltre, a differenza di Ginczanka, Łazowertówna non era una donna di straordinaria bellezza fisica, ma possedeva fascino e grazia che, uniti alla sua semplicità di comportamento e atteggiamento schietto, la rendevano agli occhi di chi la conosceva personalmente l'incarnazione della femminilità. Una certa semplicità e schiettezza di stile caratterizzò anche la sua poesia. Łazowertówna non ha mai cercato di proiettarsi diversamente da come era.
Abitava a Varsavia con la madre nella via (ulica) Sienna. Amava i libri, che acquistava con un notevole danno per il suo magro budget piuttosto che utilizzare le biblioteche perché, spiegò, "quando affronto un libro non me ne separo finché non ho finito, leggendo ai pasti, a letto. Il libro è sempre con me, non mi allontano di un solo passo... Preferisco leggere un libro non toccato dalle mani di altri, tagliare le pagine, gioire della particolare fragranza dell'inchiostro della stampante".

### Nel ghetto di Varsavia

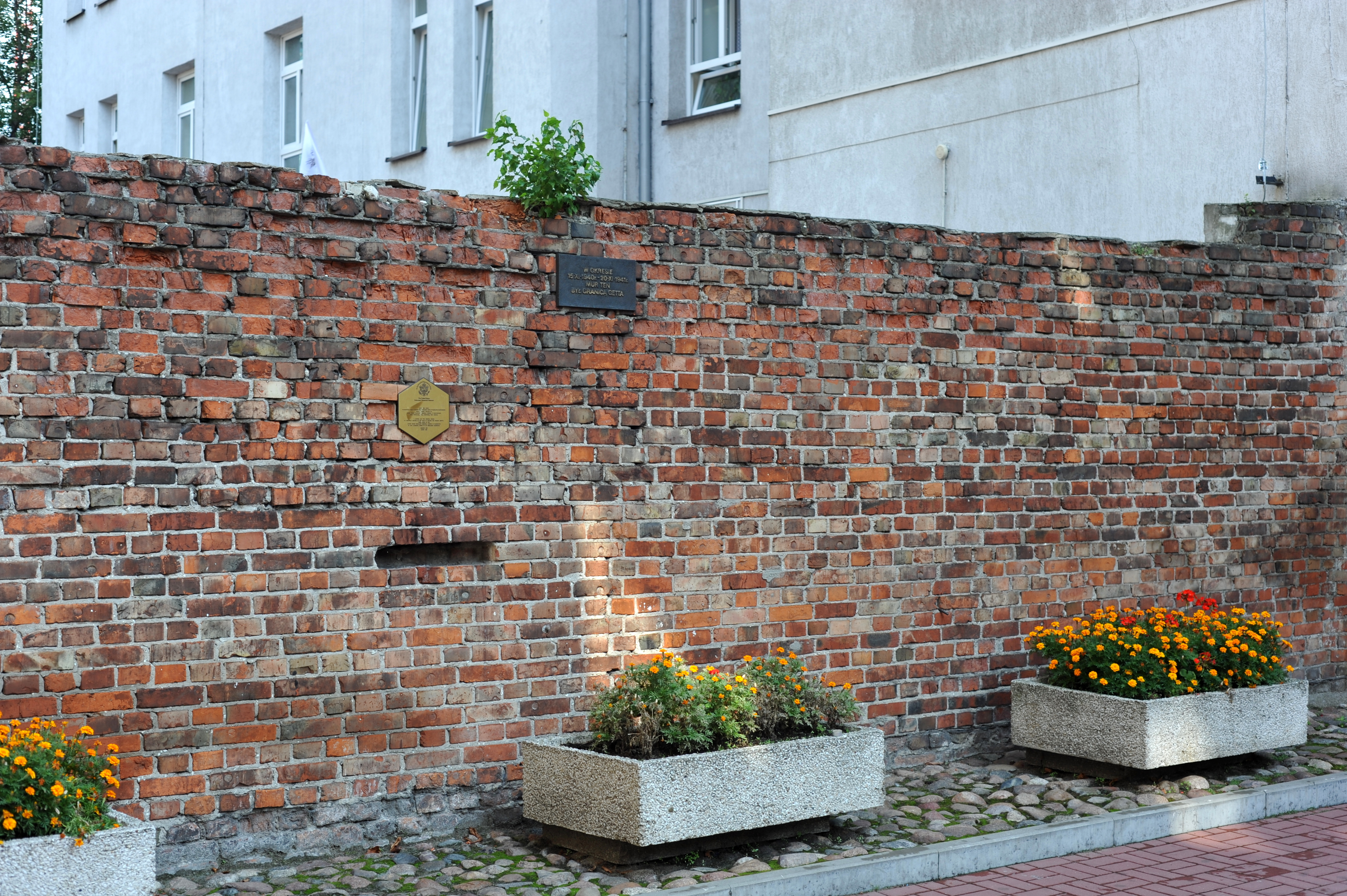
Una parte superstite dell'attuale muro del ghetto di Varsavia nella ulica Sienna dove viveva Łazowwertówna

Durante l'invasione della Polonia da parte della Germania nazista nel settembre 1939, parte dell'appartamento di Varsavia di Łazowwertówna nell'ulica Sienna, che condivideva con sua madre, fu distrutta dai bombardamenti condotti dalla Luftwaffe, ma fu possibile far diventare abitabili i restanti alloggi. (Il padre di Łazowertówna era morto per cause naturali prima della guerra).
Un anno dopo lo scoppio della seconda guerra mondiale Henryka Łazowwertówna si ritrovò con la casa improvvisamente internata nel ghetto di Varsavia, come altri abitanti di origine ebraica della città. Internata senza un reinsediamento forzato: l'ulica Sienna della sua residenza era stata semplicemente accerchiata dai confini creati per il cosiddetto "Piccolo Ghetto". Come osservò Władysław Smólski (1909–1986), che la visitò spesso durante il primo anno di guerra, il dramma che si svolgeva intorno a lei si rivelò per Łazowertówna un'opportunità per mostrare insperate riserve di determinazione e forza.  Iniziò subito la collaborazione con l'organizzazione benefica ebraica CENTOS la cui missione era la cura dei bambini orfani o senzatetto. Qui fu reclutata da Emanuel Ringelblum come lavoratrice presso la sua organizzazione di assistenza sociale, la Żydowska Samopomoc Społeczna o Aleynhilf. Le sue mansioni erano quelle di curare le varie pubblicazioni dell'ente (volantini informativi, appelli a donazioni, ecc.).
Successivamente Ringelblum la fece collaborare agli Archivi Oyneg Shabbos — noti anche come Archivi Emanuel Ringelblum nel Registro della Memoria del Mondo del Programma Memoria del Mondo dell'UNESCO — dove si distinse nel suo lavoro di documentazione delle tragiche vicissitudini di destino dei profughi provenienti da varie parti della Polonia.
Nel Ghetto continuò a scrivere poesie. Oltre alla testimonianza della realtà della vita del ghetto ricordata nel poema "Mały szmugler" (Il piccolo contrabbandiere), sopravvive (conservata nel Museo di Letteratura Adam Mickiewicz di Varsavia) la lettera di Łazowertówna indirizzata al poeta Roman Kołoniecki (1906-1978) e datata 6 settembre 1941: un commovente racconto lirico delle strade del Ghetto e dei passanti che vi si incontravano.
Łazowwertówna soffriva di malattie polmonari e dalla primavera del 1940 cercò di lasciare Varsavia e trasferirsi con la madre a Cracovia, ma per mancanza di mezzi finanziari fu impossibile.
Tra luglio e settembre 1942, i nazisti intrapresero la cosiddetta Großaktion Warschau, la deportazione di massa della popolazione del ghetto di Varsavia, che fu poi uccisa nelle camere a gas del campo di sterminio di Treblinka, circa 84 chilometri a nord-est. Di sua spontanea volontà, Henryka Łazowwertówna accompagnò sua madre all'Umschlagplatz, la banchina di carico della ferrovia che serviva da punto di partenza per i deportati. L'organizzazione per cui lavorava, l'Aleynhilf, tentò di salvare la ragazza dall'essere inclusa nel trasporto. Ma quando lei seppe che avrebbe dovuto lasciare sua madre, Łazowertówna rifiutò. Non si conosce il giorno esatto della sua morte.

## Opere

### Raccolte di poesie
- Zamknięty pokój (1930)
- Imiona świata (1934)

### Singole poesie
- "O zachodzie słońca" ("Al tramonto del sole"; Pamiętnik Warszawski, Varsavia, vol. 3, nn. 7–9, luglio-settembre 1931, pagina 88)
- "Noc na ulicy Śliskiej" ("Una notte in via Śliska"; Droga: miesięcznik poświęcony sprawie życia polskiego, Varsavia, vol. 14, n. 4, 1935, pagina 365)
- "Mały szmugler" (" Il piccolo contrabbandiere ", c. 1941; prima pubblicazione in: Pieśń ujdzie cało...: antologia wierszy o Żydach pod okupacją niemiecką , comp., ed., & introd. M M. Borwicz , Varsavia, 1947, pagine 115–116)

### Prosa
- "Anna de Noailles" (Su Anna de Noailles; Droga: miesięcznik poświęcony sprawie życia polskiego, Varsavia, vol. 13, n. 4, 1934, pagine 399-401)
- Wrogowie: opowiadanie ("The Enemies: A Short Story"; Nowy Głos (un quotidiano ebraico di Varsavia), vol. 2, n. 120, 30 aprile 1938, pagina 6. Un'allegoria, non senza speranza, sull'ostilità dei rapporti razziali tra le comunità ebraiche e non ebraiche della Polonia).